# Джон Кокетт
Джон Кокетт (англ. John Cockett, 23 грудня 1927 — 16 лютого 2020) — британський хокеїст на траві.
Бронзовий призер Олімпійських Ігор 1952 року, учасник 1956 року.